# Донауверт
Донауверт (њем. Donauwörth) општина је у њемачкој савезној држави Баварска. Једно је од 43 општинска средишта округа Донау-Рис. Према процјени из 2010. у општини је живјело 18.187 становника. Посједује регионалну шифру (AGS) 9779131.

## Географски и демографски подаци
Донауверт се налази у савезној држави Баварска у округу Донау-Рис. Општина се налази на надморској висини од 410 - 517 метара. Површина општине износи 77,0 km². У самом мјесту је, према процјени из 2010. године, живјело 18.187 становника. Просјечна густина становништва износи 236 становника/km².

## Међународна сарадња
| Мјесто        | Држава   | Врста сарадње | Од    |
| ------------- | -------- | ------------- | ----- |
| Перхтолдсдорф | Аустрија | партнерство   | 1973. |
| Извор         |          |               |       |